# Narcio Rodrigues
Narcio Rodrigues da Silveira (Frutal, 23 de Abril de 1959) é um jornalista e político brasileiro filiado ao Partido da Social Democracia Brasileira (PSDB).[carece de fontes?] Foi secretário de Ciência, Tecnologia e Ensino Superior do Estado de Minas Gerais, durante o governo de Antonio Anastasia. Também foi presidente estadual do PSDB/MG e deputado federal, por cinco mandatos.

## Mandatos como Deputado
Em 1994, Narcio se despediu das redações após ser eleito Deputado Federal.
Dentro da Câmara, ele dava início a uma amizade e aliança que o acompanhariam até hoje. Nárcio se aliou ao então deputado federal Aécio Neves.
Em Brasília, um dos pontos altos da trajetória de Narcio Rodrigues, sem dúvida, foi sua escolha como vice-presidente da Câmara Federal em 2007. Foi neste cargo que Narcio presidiu, a polêmica sessão do Congresso Nacional que aprovou a LDO - Lei de Diretrizes Orçamentárias, apaziguando pressões políticas tanto da situação quanto da oposição.

### Eleição de 1994 - 1º Suplente
Narcio Rodrigues obteve 27.732 votos em sua primeira eleição, sendo eleito 1º Suplente de sua coligação. Exerceu, como Suplente, o mandato de Deputado Federal na legislatura 1995-1999, de 22 de dezembro de 1995 a 4 de junho de 1996, de 12 de agosto de 1996 a 3 de fevereiro de 1997, e de 7 de fevereiro de 1997 a 2 de abril de 1998.

### Eleição de 1998
Em 1998, Narcio foi reeleito com 67.291. Durante o mandato foi o Coordenador da Bancada Federal do PSDB,  e foi eleito Vice-Presidente do Diretório Estadual da legenda, ainda durante este mandato foi eleito 1º Vice-Líder do PSDB na Câmara(2001/2002) e entre outros cargos, foi presidente da Comissão de Ciência, Tecnologia, Comunicação e Informática.

### Eleição de 2002
Na eleição de 2002, teve 142 mil votos, tornando-se o Deputado Federal mais votado da história do Triângulo Mineiro.
Na Câmara foi coordenador da bancada mineira, além de ter sido eleito em 2004 o Vice Líder do PSDB no Congresso.
Ainda em 2004 foi eleito pela primeira vez Presidente Estadual do PSDB de Minas Gerais (2004/2006).

### Eleição de 2006
Em 2006 é reeleito Presidente Estadual do PSDB de Minas Gerais (2006/2007)(fato inédito da história do partido) e nas eleições obteve 152.075 sendo o 3º Deputado mais votado de Minas Gerais. Em 2007, Narcio foi eleito Vice-Presidente do Congresso Nacional, foi neste cargo que Narcio presidiu a polêmica sessão do Congresso Nacional que aprovou a LDO - Leo de Diretrizes Orçamentárias, apaziguando pressões políticas tanto de governistas quanto da oposição. Foi eleito durante 3 anos para a lista dos parlamentares mais influentes do Congresso, elaborada anualmente pelo DIAP - Departamento Intersindical de Assessoria Parlamentar.
Em 2009, Narcio retornou a Presidência Estadual do PSDB de Minas Gerais (2009/2011) e até hoje é o único a presidir durante 3 mandatos o diretório mineiro da legenda.

### Eleição de 2010
A última eleição enfrentada por Narcio foi em 2010. Narcio ainda teve uma importante papel na eleição de  Antônio Anastasia, atuando como um dos coordenadores de sua campanha.

## PSDB de Minas Gerais
Os anos da presidência de Narcio no PSDB (2004/2006, 2006/2007, 2009/2011) foram marcados pelo crescimento e consolidação do partido no Estado. Os tucanos promoveram uma rápida interiorização, chegando a todas as regiões. Sua sede se transformou em palco para discussões importantes sobre temas de interesse nacional Comissões provisórias e diretórios do partido foram reorganizados ou abertos, em 828 municípios.
Foi sob sua batuta precisa que o PSDB ganhou uma das melhores estruturas partidárias de Minas e do país. Narcio equipou e informatizou a nova sede, criando ainda o departamento de comunicação, com direito a estúdio para gravação de programas de rádio que foram levados a toda Minas Gerais.
Com o incentivo constante de Narcio, as mulheres tucanas deram exemplo de garra e disposição, e em pouco mais de um ano, instalaram o PSDB – Mulher em 59 municípios, registrando um crescimento de mais de 2000%.
Os Jovens do PSDB mineiro não ficaram atrás, e superando todas as dificuldades, conseguiram  abrir representações em 300 municípios e eleger 203 vereadores jovens.

## UNESCO - HidroEx
Há mais de 10 anos, quando a questão das mudanças climáticas e seus efeitos sobre os recursos hídricos do planeta nem eram cogitados, Narcio já percorria a Europa em busca de apoios e parcerias para aquele que se transformaria no maior projeto ambiental do Brasil e da América Latina: o Unesco-HidroEx. Era então somente um brasileiro, com um projeto na mão e um grande sonho em mente.
A cada vez que retornava, trazia parcerias de peso, como a que firmou com personalidades como Mikhail Gorbachev, ex-presidente da União Soviética e presidente da Green Cross Internacional, Irina Bokova, presidente da Unesco, e Francine Cousteau presidente da Fundação Jacques Cousteau. Foi nesta época que apresentou a proposta de um Parlamento Mundial de Águas durante o Fórum Mundial de Águas em Istambul.
Em 2008, Narcio viu seu projeto ser encampado pelo Governo de Minas. Um decreto publicado no Diário Oficial de Minas Gerais criava oficialmente o HidroEx com sede em Frutal, no Triângulo. No ano seguinte, uma nova vitória: a Unesco aprovava o Hidroex em Assembléia Geral que reuniu todos os 183 países membros da organização. A instituição passou a se chamar Unesco-Hidroex.
Mas logo, Narcio já projetava algo de muito maior abrangência: a Cidade das Águas, um complexo que absorvia não só o Unesco Hidroex como ampliava o conceito de educação e pesquisa em águas reunindo instituições estaduais, federais e privadas, nacionais e internacionais, em um mesmo ambiente de convivência e interatividade. Neste momento, já estavam juntos os Governos Federal e Estadual com projeção de investir um total de R$ 130 milhões no projeto.
Graças ao UNESCO-HidroEx, as águas de todo o Brasil, da América Latina e dos Países de Língua Portuguesa tinham agora uma instituição para trabalhar pela sua preservação, formando líderes mundiais em gestão de recursos hídricos.

## Secretário de Ciência, Tecnologia e Ensino Superior de Minas Gerais
Em 2011, um outro desafio se apresentou para Narcio Rodrigues. Um convite do Governador Anastasia para assumir a Secretaria de Estado de Ciência, Tecnologia e Ensino Superior, o trouxe novamente para sua Minas Gerais.
Em menos de dois anos Narcio transformou Belo Horizonte na capital da inovação e tecnologia, criando complexos como  o BH Tec, e a Cidade da Ciência e do Conhecimento, que reúne as instituições públicas do setor. A Rede de Inovação Tecnológica está espalhando Parques e Polos de Excelência Tecnológica por todo o Estado.
Narcio  aproveitou a estrutura física dos CVTs para implantar a UAITEC, um programa gratuito de educação superior à distância que está mudando a realidade educacional do Estado e abrindo novas possibilidades de qualificação. O objetivo é que esta rede chegue a atingir 200 cidades com população superior a 20 mil habitantes.
O ensino superior em Minas também se prepara para uma grande conquista que é a estadualização da UEMG - Universidade do Estado de Minas Gerais com a incorporação de seis associadas que ainda não pertencem à rede UEMG de Ensino.
Esta é uma luta antiga de Narcio Rodrigues que conseguiu de Anastasia ainda durante sua campanha para governador, o compromisso de incorporar as Fundações de Campanha, Carangola, Diamantina, Divinópolis, Ituiutaba e Passos. Compromisso que está sendo cumprido agora.

## Prisão
Em 30 de maio de 2016, Nárcio Rodrigues foi preso na Operação Aequalis, comandada pelo Grupo Especial de Promotores de Defesa do Patrimônio Público do Ministério Público em Minas Gerais, e conduzida pela Polícia Militar de Minas Gerais e pela Polícia Federal.
A acusação é a de envolvimento num esquema que teria desviado catorze milhões de reais da SECTES quando era Secretário da pasta.  O esquema teria utilizado contratos relacionados à construção do Centro Internacional de Educação, Capacitação e Pesquisa Aplicada em Águas, o "Hidroex", para captar recursos ilícitos para campanhas eleitorais do PSDB em 2012 e 2014.